# Pana de electricitate din New York City de la 13 iulie 2019

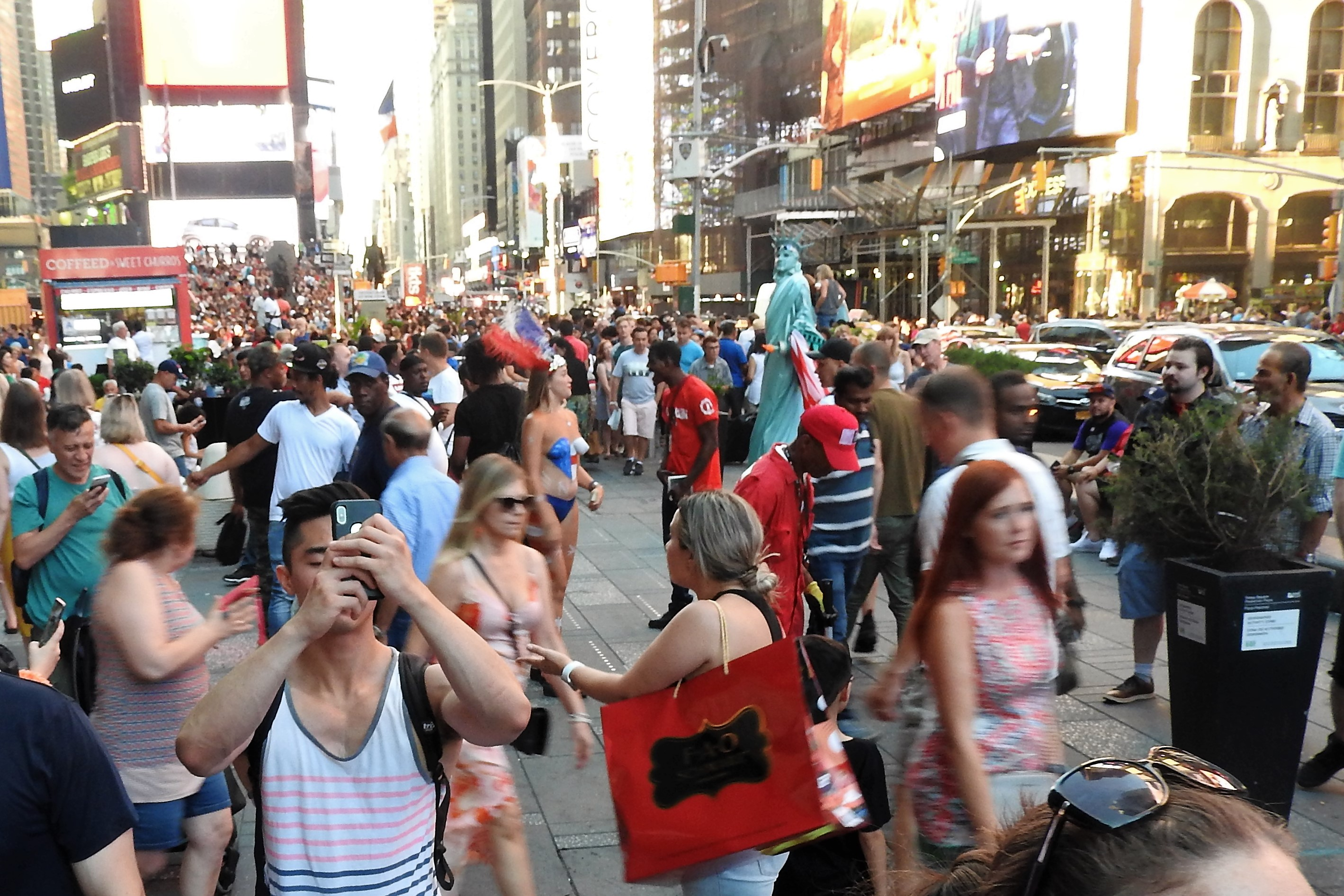
Mulțime de oameni în Times Square în timpul penei de curent

Pana de electricitate din New York City de la 13 iulie 2019 a avut loc în Vestul Manhattanului. A început la aprox. ora 7:00 PM și a durat câteva ore. Zona este deservită de compania de electricitate Consolidated Edison.
73.000 de consumatori au fost privați de electricitate la începutul serii în Vestul Manhattanului. Centrul turistic Times Square a fost în întuneric.
Pana de curent s-a produs în ziua aniversării Blackout, întreruperea pe scară largă a furnizării de curent electric care a afectat aproape în întregime New York City la 13 iulie 1977, când au rămas fără curent electric nouă milioane de clienți.